# Гиперстен

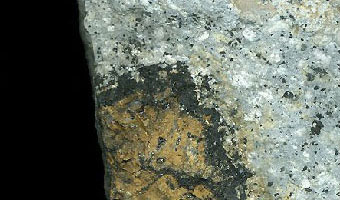
Вкрапления гиперстена в горных породах

Гиперстен (от др-греч. hyper — сверх и sthenos — сила, крепость) — минерал, промежуточный член ряда твёрдых растворов в подгруппе ортопироксенов группы пироксенов.
После уточнения статуса минералов группы пироксенов с 1988 г. исключён из перечня минералов, так как является промежуточным ортопироксеном переменного состава, и в настоящее время рассматривается как синоним энстатита или ферросилита, причём бо́льшая часть «гиперстенов» при выяснении точного состава образцов оказываются железистым энстатитом.
В устаревших источниках гиперстен описывался как породообразующий минерал из группы пироксенов ромбической сингонии, изоморфный с энстатитом; является существенной частью некоторых изверженных горных пород. Химическая формула: (Fe, Mg)2[Si2O6], содержит больше 14 % FeO.

## История изучения

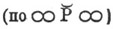
Схема таблитчатых кристаллов гиперстена в пустотах трахита

Свободно образованные кристаллы довольно редки, они были описаны Лангом в метеорном железе из Брейтенбаха в области Богемия и Ратом в вулканических бомбах Лаахского озера. Кристаллы из последней местности были очень мелкими, однако вполне пригодными для измерения; имели бурый цвет и сильный стеклянный блеск. Рат принял их за самостоятельный минерал и назвал «амблистегитом». Позднее француз Де Клуазо (Des-Cloizeaux) обнаружил зелёные таблицеобразные кристаллы в пустотах трахита, назвав их гиперстеном.

## Свойства
Цвет варьирует от смоляно-черного до зеленовато-чёрного и до черновато-зелёного и черновато-бурого. На плоскостях совершенной спайности блеск металлический, часто с медно-красным отливом; на остальных поверхностях блеск стеклянный или жирный. Твёрдость 5-6; плотность 3 300—3 500 кг/м3. В тонких пластинках, в продольных сечениях, обнаруживает сильный плеохроизм: по одному направлению гиацинтово-красный или буро-красный, по другому — красновато- или желтовато-бурый, по третьему серовато-зелёный. По устаревшим сведениям — химический состав такой же, как бронзита, представляет изоморфную смесь m(MgSiO3) + n(FeSiO3). Перед паяльной трубкой плавится легко в зеленовато-чёрное, часто магнитное стекло; в кислотах не разлагается.

## Месторождения
Довольно крупные, но неясно образованные кристаллы встречаются в жилах магнетита в Боденмайсе в регионе Бавария. Большей же частью гиперстен встречается в сплошных массах, зернистых агрегатах, вкраплениях. Встречается ещё в габбро: остров св. Павла и берег Лабрадора, Норвегия, р. Слюдянка (впадает в озеро Байкал), Словакия и т. д. Редко встречается в кристаллических сланцах.
Гиперстен выветривается трудно, чаще наблюдается переход в лимонит или в роговую обманку, что, по-видимому, обусловлено исключительно динамо-метаморфическими процессами.

## Использование
Образцы гиперстена с красивым металлическим отливом употребляются для изготовления различного рода поделок.